# Keiko (Vorname)
Keiko ist ein sehr verbreiteter japanischer weiblicher Vorname.
Es gibt verschiedene Kanji-Schreibweisen, die jeweils eine andere Bedeutung haben. Zum Beispiel:
- 啓子 – Offenbarung
- 圭子 – Juwel
- 恵子 – Wohltat/milde Gabe/klug
- 慶子 – Gratulation/Freude
- 敬子 – Respekt erweisen/verehren/achten
- 景子 – Licht
- 桂子 – Zimt/Mond/Baum

Die angegebenen Übersetzungen richten sich nach dem ersten der beiden Schriftzeichen. Das letzte, stets identische Schriftzeichen 子 (nach der Kun-Lesung "ko") bedeutet wörtlich übersetzt Kind.

## Verbreitung
In Deutschland, Österreich, Frankreich, England, Schottland und Kanada wird der Name nur selten in der Namensgebung berücksichtigt. Dahingegen wurde Keiko seit den 1960er Jahren in den USA regelmäßig vergeben, jedoch ist er nicht sonderlich beliebt. Seit 1930 wurden etwa 1100 Mädchen so genannt.
Außerdem kommt der Name in den skandinavischen Ländern Dänemark, Norwegen und Schweden vor.
In Brasilien ist seine Vergabe ebenfalls belegt.

## Namensträgerinnen

### Vorname
- Keiko Abe (* 1937), japanische Komponistin und Marimbaphonspielerin
- Keiko Agena (* 1973), US-amerikanische Schauspielerin
- Keiko Fukuda (1913–2013), japanisch-US-amerikanische Judoka
- Keiko Fujimori (* 1975), peruanische Politikerin
- Keiko Kitagawa (* 1986), japanische Schauspielerin
- Keiko Nosaka (1938–2019), japanische Musikerin
- Keiko Suenobu (* 1979), japanische Manga-Zeichnerin
- Keiko Takemiya (* 1950), japanische Manga-Zeichnerin
- Keiko Tsushima (1926–2012), japanische Schauspielerin
- Keiko Yamada (* 1972), japanische Sängerin
- Keiko Yoshitomi (* 1975), japanische Badmintonspielerin

### Kunstfigur
- Keiko O’Brien, eine Star-Trek-Figur